# Structurele werkloosheid
Structurele werkloosheid is werkloosheid die geen verband houdt met schommelingen in de economische conjunctuur. Verscheidene oorzaken kunnen aan deze werkloosheid ten grondslag liggen, zoals:
- een achterblijvende productiecapaciteit, als gevolg van geringe investeringen en/of economische veroudering;
- veranderingen in het productieproces, waardoor minder arbeid nodig is;
- verschuivingen in de structuur van de werkgelegenheid of de beroepsbevolking, waardoor arbeidsvraag en arbeidsaanbod niet op elkaar aansluiten.

Ook frictiewerkloosheid en seizoenswerkloosheid worden wel tot de structurele werkloosheid gerekend.

## Hoe structurele werkloosheid kan worden bestreden
De wijze waarop structurele werkloosheid kan worden bestreden verschilt van geval tot geval, en is deels ook een kwestie van politieke keuze en visie. Zo kan men trachten arbeid en investeren aantrekkelijker te maken via loonmatiging, maar het is ook mogelijk om het beschikbare werk te verdelen door arbeidstijdverkorting of de keuze voor opleiding en beroep te sturen. Al deze mogelijkheden zijn in de praktijk regelmatig gebruikt, vaak in combinatie.